# Rafał Kaźmierczak
Rafał Kaźmierczak (ur. 22 maja 1980 w Łodzi) – polski artysta fotografik. Absolwent Wydziału Medycyny Weterynaryjnej Uniwersytetu Warmińsko – Mazurskiego w Olsztynie.
Rafał Kaźmierczak otrzymał wiele nagród i wyróżnień w konkursach krajowych i międzynarodowych. Za osiągnięcia w twórczości fotograficznej Międzynarodowa Federacja Sztuki Fotograficznej przyznała mu w 2015 roku tytuł „Artysty Międzynarodowej Federacji Sztuki Fotograficznej” – AFIAP, zaś w 2018 roku otrzymał on tytuł Wybitnego Artysty Międzynarodowej Federacji Sztuki Fotograficznej – EFIAP. Jest członkiem rzeczywistym Stowarzyszenia Twórców Fotoklubu Rzeczypospolitej Polskiej.

## Twórczość
Fotografią pasjonuje się od najmłodszych lat. Zajmuje się fotografią aktu i fotografią portretową. Do przedstawiania otaczającej go rzeczywistości używa głównie fotografii tradycyjnej i szlachetnych technik fotograficznych. Jego prace dotychczas można było oglądać  na licznych wystawach indywidualnych, a także wielu zbiorowych i pokonkursowych w Polsce oraz na świecie. Członek honorowy Warmińsko – Mazurskiego Stowarzyszenia Fotograficznego „Blur”. Przez kilka lat był jego wiceprezesem. Prace Rafała Kaźmierczaka zaprezentowano w Almanachu (1995–2017), wydanym przez Fotoklub Rzeczypospolitej Polskiej Stowarzyszenie Twórców, w 2017 roku.

## Nagrody i wyróżnienia[2]
- GRAND PRIX 16th International Photo Biennal „Zena / Woman Strakonice”, Czechy
- I wyróżnienie w X Olsztyńskie Biennale Sztuki – O Medal Prezydenta, Galeria Sztuki Współczesnej BWA, Olsztyn, Polska
- brązowy medal w kategorii „Fine Art Nude” „PX3 Prix de la Photographie”, Paryż, Francja
- brązowy medal salonu, 3 wyróżnienia „Digital World Photography Summer Circuit”, Serbia, Czarnogóra
- wyróżnienie „MIFA – Moscow International Foto Award”, Moskwa, Rosja
- złoty medal FIAP, brązowy medal CFFU „International Photo Nude Award 2017”, Czechy
- wyróżnienie w konkursie „Fotoerotica 2016” miesięcznika Playboy
- srebrny medal DPS, brązowy medal DPA „MNE PBK Circuit 2017”, Czarnogóra
- złoty medal PSA, złoty medal FSS, 4 wyróżnienia „NSAPK Circuit 2017”, Serbia, Czarnogóra
- złoty medal FIAP, 3 wyróżnienia „Digital Photo World Summer Circuit 2017”, Serbia, Czarnogóra z
- CFFU brązowy medal, FIAP Blue Ribbon „Apricot Photo International Salon 2016”, Yerevan, Armenia
- FIAP złoty medal, brązowy medal salonu, „2nd FKNS WINTER CIRCUIT 2016” Novi Sad, Serbia
- Złoty medal salonu „1nst FKNS WINTER CIRCUIT 2016” Kula, Serbia
- nominacja do nagrody, „XXVI Krajowego Salonu Fotografii Artystycznej Żary 2016”, Polska
- brązowy medal FRP, +6 akceptacji, „2nd Wojnicz International Salon of Photography”, Polska
- wyróżnienie, „Best of photo” przez „Vogue.it”, Włochy
- Black and White Magazine, Alternative Processes 2016, Winner
- wyróżnienie w 9.Międzynarodowych Biennalach Miniatur 2016
- brązowy medal FRP, + 6 akceptacji, „2nd Wojnicz International Salon of Photography”, Polska
- Honorable Mention za zestaw, „IPA-International Photography Awards 2016.”, USA
- wyróżnienie, „Best of photo” przez „Vogue.it”, Włochy
- Black and White Magazine, Alternative Processes 2016, Winner, USA
- wyróżnienie w 9.Międzynarodowych Biennalach Miniatur 2016, Polska
- Black and White Magazine, PORTFOLIO 2016, Excellence Award, USA
- wyróżnienie w konkursie „Fotoerotica 2015” miesięcznika Playboy
- 2 miejsce w kategorii akt oraz 2 miejsce w kategorii portret, II edycji konkursu „ASF International Fine Art Photography”, Polska
- wyróżnienie w konkursie „Fotoerotica 2014” miesięcznika Playboy.
- Srebrny medal Salonu + 7 akceptacji, „1st DPW Annual Exhibition 2014”, Serbia
- Ribbon FIAP + 5 akceptacji, „Exhibition of Art Photography – Photo Fest Bitola 2014”, Macedonia
- tytuł „Best Author” + 15 akceptacji, „3rd Exhibition of Photography «Portrait 2014»”, Serbia
- 2 i 3 miejsce, konkurs fotograficzny Filharmonii im. Feliksa Nowowiejskiego w Olsztynie, Polska

## Wystawy indywidualne[2]
- 2024 "Przeszłości" [8]
- 2017 „Sansara” [9] [10]
- 2016, „AKT 6X6” [11]
- 2016, „Srebrne portrety” [12]
- 2015, „ONE” [13]
- 2015, „Shapes”
- 2014, „Forma”
- 2014, „minimal AKT”
- 2013, „Madeleine”

Źródło:.

## Wystawy zbiorowe i pokonkursowe[2]
- „XIII Olsztyńskie Biennale Sztuki”, Galeria Sztuki Współczesnej BWA, Olsztyn, Polska
- „XII Olsztyńskie Biennale Sztuki”, Galeria Sztuki Współczesnej BWA, Olsztyn, Polska
- „Tradycjonaliści”, Galeria PDF Bertrand, Olsztyn, Polska[14]
- „XI Olsztyńskie Biennale Sztuki”, Galeria Sztuki Współczesnej BWA, Olsztyn, Polska
- „X Olsztyńskie Biennale Sztuki”, Galeria Sztuki Współczesnej BWA, Olsztyn, Polska
- 16th International Biennal „Zena / Woman Strakonice”, Czechy
- „PX3 Prix de la Photographie”, Paryż, Francja
- „Digital World Photography Summer Circuit”, Serbia, Czarnogóra
- „International Photo Nude Award 2017”, Czechy
- „Digital Photo World Summer Circuit 2017”, Serbia, Czarnogóra
- „Apricot Photo International Salon 2016” Yerevan, Armenia
- „1st FKNS WINTER CIRCUIT 2016” Novi Sad, Aleksinac, Kula, Serbia
- „2nd FKNS WINTER CIRCUIT 2016” Podgorica, Kotor, Czarnogóra
- „XXVI Krajowy Salon Fotografii Artystycznej Żary 2016”, Żary, Polska
- „XXII Międzynarodowy Zestaw Fotografii „Zestaw 2016”, Świdnica, Polska
- „9th International Biennial of Miniature Art”, Częstochowa, Rzeszów, Polska
- „Blur portret”, Galeria Sowa, Olsztyn, Polska
- „Wspólne Malowanie Geno Print Szok – Warszawa01”, Warszawa, Polska
- FotoOpen, 6. FotoArtFestival, Bielsko-Biała, Polska
- IX Olsztyńskie Biennale Sztuki – O Medal Prezydenta, Galeria Sztuki Współczesnej BWA, Olsztyn, Polska
- „Pisarze”, Wojewódzka Biblioteka Publiczna, Olsztyn, Polska
- XIV edycji konkursu fotograficznego PORTRET 2015 w Kole, Polska
- „Portret”, Galeria Warmińska, Olsztyn, Polska
- „Jestem Amazonką, Jestem Kobietą”, Galeria Antenka, Olsztyn, Polska
- „Jej Portret”, Szpital MSWiA, Olsztyn, Polska
- „Życie Jest Piękne”, Kieleckie Centrum Kultury, Kielce, Polska
- „Różowe Fotografie”, Nowy Ratusz, Olsztyn, Polska
- Just One Photo 2014, Miejski Ośrodek Kultury, Jarosław, Polska
- „1st Digital Photo World Annual Exhibition 2014”, Serbia
- „Sąsiedztwo Olsztyna”, plac Jana Pawła II, Olsztyn, Polska
- „International Exhibition of Art Photography – Photo Fest Bitola”, Macedonia
- „4th Exhibition of Photography „Portrait 2014”, Serbia
- „Wystawa Fotografii Poplenerowej”, Galeria Sowa, Olsztyn, Polska
- „Blur. Przestrzeń.”, Galeria Awangarda Bis, Olsztyn, Polska
- „Portret”, Wojewódzka Biblioteka Publiczna, Olsztyn, Polska